# Poliske, Stara Vîjivka
Poliske (în ucraineană Поліське) este localitatea de reședință a comunei Poliske din raionul Stara Vîjivka, regiunea Volînia, Ucraina.

## Demografie
Componența lingvistică a localității Poliske
     Ucraineană (99,56%)
     Alte limbi (0,44%)
Conform recensământului din 2001, majoritatea populației localității Poliske era vorbitoare de ucraineană (99,56%), existând în minoritate și vorbitori de alte limbi.